# Rocca Santa Maria
Rocca Santa Maria est une commune de la province de Teramo, dans la région Abruzzes, en Italie.

## Administration
| Période                                  | Période | Identité | Étiquette | Qualité |
| ---------------------------------------- | ------- | -------- | --------- | ------- |
|                                          |         |          |           |         |
| Les données manquantes sont à compléter. |         |          |           |         |

### Hameaux
Acquaratola, Alvelli, Belvedere, Canili, Cesa, Castiglione, Ciarelli, Colle, Cona Faiete, Faiete, Fioli, Fiume, Forno, Fustagnano, Imposte, Licciano, Macchia Santa Cecilia, Martese, Paranesi, Pomarolo, Riano, San Biagio, Serra, Tavolero, Tevere.

### Communes limitrophes
Amatrice (RI), Cortino, Torricella Sicura, Valle Castellana.